# Francisco Elizalde
Francisco José Elizalde  (* 10. Oktober 1932 in San Sebastian, Provinz Samar) ist ein philippinischer Unternehmer und Sportfunktionär.

## Allgemeines
Die Familie Elizalde konnte sich vor der Besetzung der philippinischen Inseln durch die Japaner im Zweiten Weltkrieg in den USA niederlassen. Francisco Elizalde besuchte in New York die Loyola School, eine unabhängige Jesuitenschule. Danach besuchte er die Staunton-Militärakademie und schloss diese 1950 im Range eines Hauptmannes und Kompanieführers der Kompanie G ab. 1950 bis 1954 folgte ein Studium an der Harvard University.

## Berufliche Karriere
Francisco Elizalde gründete und leitete eine Holdinggesellschaft mit seinem Namen. Seine Unternehmen waren auf verschiedenen Sektoren tätig. So war er Vorsitzender einer Destillerie, einer Firma für Sicherheitstechnik, einer Firma für die Herstellung von Tauen und Trossen, einer Farb- und Ölproduktionsstätte, eines Unternehmens für Mineralerkundung und -erschließung sowie eines Zusammenschlusses von Zuckerplantagenbesitzern.

## Sportadministration
1965 trat Elizalde dem philippinischen Fußballverband bei und war von 1982 bis 1986 dessen Präsident. Seit 1982 ist er Mitglied des philippinischen NOKs.

## IOC-Mitgliedschaft
1985 wurde Francisco Elizalde zum IOC-Mitglied gewählt. 2013 endete seine Mitgliedschaft aus Altersgründen, seitdem ist er Ehrenmitglied. Seit 2003 ist er Vorsitzender der Nominierungskommission. Für seine Verdienste wurde er 2012 mit dem Olympischen Orden in Silber ausgezeichnet.